# Twocolors
Twocolors (стил. под строчные буквы) — немецкий музыкальный коллектив в жанре электронной танцевальной музыки, основанный Эмилем Рейнке, сыном Пауля Ландерса, в 2015 году. В состав группы входят Эмиль Рейнке и Пьеро Паппацио.

## Карьера
В июле 2019 года Twocolors выпустили песню «Make It Louder», записанную совместно с австралийско-американским музыкальным коллективом The Dead Daisies, а несколько месяцев спустя выпустили ещё одну совместную песню под названием «México».
В интервью с Your EDM они заявили, что «пытаются „построить мост“ между электронной танцевальной и поп-музыкой» и сообщили, что собираются выпустить мини-альбом, состоящий из восьми песен.
8 мая 2020 года дуэт выпустил сингл «Lovefool», попавший в топ-50 в четырёх странах и в топ-10 в шести странах. Сингл является кавер-версией одноимённой песни шведского музыкального коллектива The Cardigans, выпущенной в 1996 году. Днём ранее twocolors дали интервью EDM.com, в котором заявили о ещё не вышедшей песне следующее:
|           | We didn’t just want to do a cover by adding a beat and speeding it up. Our goal was to reinterpret „Lovefool“. |  | Мы не просто хотели сделать кавер, добавив бит и ускорив его. Наша цель состояла в том, чтобы переосмыслить „Lovefool“. |  |
| twocolors | |  | |  |

## Дискография

### Синглы
| Год  | Название                                              | Высшая позиция в чартах | Высшая позиция в чартах | Высшая позиция в чартах | Высшая позиция в чартах | Высшая позиция в чартах | Высшая позиция в чартах | Высшая позиция в чартах | Высшая позиция в чартах | Высшая позиция в чартах | Высшая позиция в чартах | Высшая позиция в чартах | Высшая позиция в чартах | Высшая позиция в чартах | Высшая позиция в чартах | Высшая позиция в чартах | Высшая позиция в чартах | Высшая позиция в чартах | Альбом              |
| Год  | Название                                              | Австрия                 | Бельгия                 | Хорватия                | Эстония                 | Финляндия               | Франция                 | Германия                | Литва                   | Польша                  | Россия                  | Швейцария               | Украина                 | Словакия                | СНГ                     | СНГ Top R/YT Hits       | СНГ Top Radio Hits      | Венгрия                 | Альбом              |
| ---- | ----------------------------------------------------- | ----------------------- | ----------------------- | ----------------------- | ----------------------- | ----------------------- | ----------------------- | ----------------------- | ----------------------- | ----------------------- | ----------------------- | ----------------------- | ----------------------- | ----------------------- | ----------------------- | ----------------------- | ----------------------- | ----------------------- | ------------------- |
| 2015 | «Follow You» (при участии Muringa)                    | —                       | —                       | —                       | —                       | —                       | —                       | —                       | —                       | —                       | —                       | —                       | —                       | —                       | —                       | —                       | —                       | —                       | Внеальбомные синглы |
| 2015 | «Places» (при участии Muringa)                        | —                       | —                       | —                       | —                       | —                       | —                       | —                       | —                       | —                       | —                       | —                       | —                       | —                       | —                       | —                       | —                       | —                       | Внеальбомные синглы |
| 2016 | «I See You» (при участии Excel M.)                    | —                       | —                       | —                       | —                       | —                       | —                       | —                       | —                       | —                       | —                       | —                       | —                       | —                       | —                       | —                       | —                       | —                       | Внеальбомные синглы |
| 2016 | «Survive» (при участии Muringa)                       | —                       | —                       | —                       | —                       | —                       | —                       | —                       | —                       | —                       | —                       | —                       | —                       | —                       | —                       | —                       | —                       | —                       | Внеальбомные синглы |
| 2016 | «Runaways»                                            | —                       | —                       | —                       | —                       | —                       | —                       | —                       | —                       | —                       | —                       | —                       | —                       | —                       | —                       | —                       | —                       | —                       | Внеальбомные синглы |
| 2016 | «Queen»                                               | —                       | —                       | —                       | —                       | —                       | —                       | —                       | —                       | —                       | —                       | —                       | —                       | —                       | —                       | —                       | —                       | —                       | Внеальбомные синглы |
| 2016 | «Overload»                                            | —                       | —                       | —                       | —                       | —                       | —                       | —                       | —                       | —                       | —                       | —                       | —                       | —                       | —                       | —                       | —                       | —                       | Внеальбомные синглы |
| 2017 | «Mantra»                                              | —                       | —                       | —                       | —                       | —                       | —                       | —                       | —                       | —                       | —                       | —                       | —                       | —                       | —                       | —                       | —                       | —                       | Внеальбомные синглы |
| 2017 | «Dust» (при участии Anna Naklab)                      | —                       | —                       | —                       | —                       | —                       | —                       | —                       | —                       | —                       | —                       | —                       | —                       | —                       | —                       | —                       | —                       | —                       | Внеальбомные синглы |
| 2017 | «I’m Away»                                            | —                       | —                       | —                       | —                       | —                       | —                       | —                       | —                       | —                       | —                       | —                       | —                       | —                       | —                       | —                       | —                       | —                       | Внеальбомные синглы |
| 2018 | «Boy»                                                 | —                       | —                       | —                       | —                       | —                       | —                       | —                       | —                       | —                       | —                       | —                       | —                       | —                       | —                       | —                       | —                       | —                       | Внеальбомные синглы |
| 2018 | «Itinérant (twocolors Remix)» (совместно с Carrousel) | —                       | —                       | —                       | —                       | —                       | —                       | —                       | —                       | —                       | —                       | —                       | —                       | —                       | —                       | —                       | —                       | —                       | Внеальбомные синглы |
| 2019 | «Scared of Flying» (при участии Кайла Пирса)          | —                       | —                       | —                       | —                       | —                       | —                       | —                       | —                       | —                       | —                       | —                       | —                       | —                       | —                       | —                       | —                       | —                       | Внеальбомные синглы |
| 2019 | «Cola» (совместно с GOLDZBROUGH)                      | —                       | —                       | —                       | —                       | —                       | —                       | —                       | —                       | —                       | —                       | —                       | —                       | —                       | —                       | —                       | —                       | —                       | Внеальбомные синглы |
| 2019 | «Make It Louder» (совместно с The Dead Daisies)       | —                       | —                       | —                       | —                       | —                       | —                       | —                       | —                       | —                       | —                       | —                       | —                       | —                       | —                       | —                       | —                       | —                       | Внеальбомные синглы |
| 2019 | «Deep Inside Your Love»> (совместно с Hym)            | —                       | —                       | —                       | —                       | —                       | —                       | —                       | —                       | —                       | —                       | —                       | —                       | —                       | —                       | —                       | —                       | —                       | Внеальбомные синглы |
| 2019 | «Mojo» (совместно с Bright Sparks)                    | —                       | —                       | —                       | —                       | —                       | —                       | —                       | —                       | —                       | —                       | —                       | —                       | —                       | —                       | —                       | —                       | —                       | Внеальбомные синглы |
| 2019 | «México» (совместно с The Dead Daisies)               | —                       | —                       | —                       | —                       | —                       | —                       | —                       | —                       | —                       | —                       | —                       | —                       | —                       | —                       | —                       | —                       | —                       | Внеальбомные синглы |
| 2019 | «No Games»                                            | —                       | —                       | —                       | —                       | —                       | —                       | —                       | —                       | —                       | —                       | —                       | —                       | —                       | —                       | —                       | —                       | —                       | Внеальбомные синглы |
| 2020 | «Never Done This»                                     | —                       | —                       | —                       | —                       | —                       | —                       | —                       | —                       | —                       | —                       | —                       | —                       | —                       | —                       | —                       | —                       | —                       | Внеальбомные синглы |
| 2020 | «2 Strangers» (совместно с GOLDZBROUGH)               | —                       | —                       | —                       | —                       | —                       | —                       | —                       | —                       | —                       | —                       | —                       | —                       | —                       | —                       | —                       | —                       | —                       | Внеальбомные синглы |
| 2020 | «Chasing Waves» (при участии Sofia Dragt)             | —                       | —                       | —                       | —                       | —                       | —                       | —                       | —                       | —                       | —                       | —                       | —                       | —                       | —                       | —                       | —                       | —                       | Внеальбомные синглы |
| 2020 | «Lovefool»                                            | 25                      | 91                      | 41                      | 23                      | 10                      | 103                     | 11                      | 64                      | 7                       | 1                       | 19                      | 1                       | 56                      | 1                       | 3                       | 1                       | 28                      | Внеальбомные синглы |